# Калецкий, Михал
Миха́л Кале́цкий (пол. Michał Kalecki, также Михаил Абрамович Калецкий, 22 июня, 1899, Лодзь, Петроковская губерния — 17 апреля 1970, Варшава) — польский экономист левых взглядов, специалист в области макроэкономики. Большую часть своей жизни преподавал в Варшавской школе экономики.

## Биография

### Начало деятельности
Он происходил из семьи мелких предпринимателей, его отец Абрам Мовшевич Калецкий владел небольшой прядильной фабрикой. После прохождения военной службы в 1921 году он поступил в Гданьский политехнический университет. Из-за трудностей с содержанием он прервал обучение в 1925 году, и в итоге так его и не закончил. Он также никогда не получал академической степени в области экономики. Он писал различные работы, в том числе статистические исследования, а также занимался экономической журналистикой.
С конца 1929 года работает в качестве сотрудника Исследовательского института делового цикла и цен в Варшаве. Это был первый научно-исследовательский институт в Польше, который проводил эмпирические исследования польской экономики.  Вместе с Людвиком Ландау Калецкий провел пионерские подсчеты общественного дохода Польши за 1929 г., такие же исследования были затем проведены обоими учеными за 1933 г. Эти исследования были первыми в мире, аналогичные работы в Великобритании и США привели к формулировке понятие внутреннего продукта или национального продукта (отличное от того, что Ландау и Калецкий понимали под общественным доходом). В 1930-х годах Калецкий анонимно печатается в социалистических журналах (например, «Przeglad socjalistyczny») и подвергается критике со стороны Коммунистической партии Польши за «люксембургизм», поскольку его интересуют вопросы спроса и уровней инвестиций.
Однако, инженер по образованию, не имеющий диплома в области экономики, Калецкий в своем сочинении «Эссе о теории цикла деловой деятельности» (пол. Próba teorii koniunktury, Попытка теории конъюнктуры, 1933 г.) предвосхищает большинство идей Кейнса за два года до появления его публикации «Общей теории занятости, процента и денег» (англ. General Theory of Employment, Interest and Money, 1936 г.).
Тем не менее, его работы печатаются в основном на польском (иногда — французском), что не способствует их распространению.

### Эмиграция
В 1935 году Калецкий через Швецию эмигрирует в Англию. Там он продолжает разрабатывать свою теорию, основываясь как на классическом, так и на марксистском методе в политэкономии. Калецкий уделяет в своих работах большое внимание вопросам классовой борьбы, несовершенной конкуренции и распределению доходов в обществе, а также безработице и циклам деловой деятельности. Во время Второй мировой войны был в 1940 году нанят Институтом статистики Оксфордского университета, где занимался составлением докладов для британского правительства касательно функционирования экономики в военное время. Однако Калецкий ощущал неприязненное отношение к себе как к «беженцу» из материковой Европы и не смог получить британское подданство, вследствие чего оставил Оксфорд в 1945 году.
В 1946 году, после краткого пребывания в Монреале и Париже, Калецкий проводит несколько месяцев в Польше, где новое правительство предоставило ему должность председателя Центроплана при Министерстве экономики, но вскоре принимает другое предложение — стать заместителем директора отдела экономического развития ООН. С 1946 по декабрь 1954 года он проработал в Нью-Йорке в Секретариате ООН. Затем он покинул США в знак протеста против политики маккартизма, в частности, против преследований друзей левых убеждений и внимания со стороны спецслужб.

### Возвращение в ПНР
В 1955 году он возвращается в социалистическую ПНР, где возглавляет университетские кафедры, а также становится советником по экономике Совета Министров и получает должности в государственных органах планирования. В 1957—1963 годах — один из заместителей председателя Экономического совета ПНР. Совместно с Оскаром Рышардом Ланге выступал организатором семинаров по экономическому развитию стран «Третьего мира». В 1957 году был избран членом-корреспондентом, а в 1966 — полноправным членом Польской Академии наук.
Однако в условиях развязанной в Польше антисемитской кампании министра Мочара на фоне политического кризиса 1968 года Калецкий был подвергнут давлению со стороны академических властей, а многие его ученики были вынуждены покинуть страну. В 1969 году он в последний раз посетил Кембриджский университет, после чего намеревался посетить запланированную на июнь 1970 года конференцию по экономико-математическому моделированию в Новосибирске, но умер 18 апреля 1970 года.
Калецкий отмечал, что история его жизни может быть сведена к постоянным выходам в отставку в знак протеста против тирании, предрассудков и угнетения.

## Научное творчество
Перри Андерсон считает, что можно говорить о чисто польской школе марксистской политической экономии, в которую входят Роза Люксембург, Наталия Мошковская, Михал Калецкий и Хенрик Гроссман. В любом случае, ключевая роль Маркса в формировании теории Калецкого неоспорима — последний придерживался трудовой теории стоимости, анализировал производство и распределение с классовых позиций, исходил из историчной конечности и несправедливости капитализма («Капиталистическая система представляет собой не систему „гармонии“, целью которой является удовлетворение потребностей людей, а „антагонистическую“ систему, призванную обеспечить прибыль капиталистам»).
В Англии и США его работы, не соответствовавшие классическим марксистским категориям, воспринимались как одна из форм левого кейнсианства. Сам Калецкий оказал значительное влияние на посткейнсианцев вроде Джоан Робинсон, придерживавшихся более левых, чем Дж. М. Кейнс, взглядов. Его даже называли «левым Кейнсом». Позднее его идеи развивал Атанасиос Асимакопулос.

## Произведения
- Очерк теории роста социалистической экономики. / Под общ. ред. и с предисл. акад. Т. С. Хачатурова. — М.: Прогресс, 1970. — 143 с. : черт.